# Soco International
Soco International, qui a pris le nom Pharos Energy en octobre 2019, est une société britannique d'extraction pétrolière et de courtage qui fait partie de l'indice FTSE 250. Elle était présidée — jusqu'à sa mort en 2006 — par Patrick Maugein, homme d'affaires corrézien qui fut proche de Jacques Chirac. 

## Écoterrorisme et destruction du parc national des Virunga
En 2010, Soco a entrepris des activités d'exploration de pétrole sous le lit du lac Édouard, qui est à l'intérieur du parc national des Virunga, territoire des derniers gorilles de montagne. Ces actions ont été opposées et condamnées par le WWF comme écoterrorisme. Soco aurait versé de l'argent au président de la RDC afin d'obtenir une licence illégale. Ce groupe est suspecté d'avoir commis l'attentat contre le directeur du Parc, Emmanuel de Merode, mais il dément toute implication sur son site internet. 
Un film documentaire sur l'histoire du parc est sorti en 2014 : Virunga, diffusé sur Netflix. Une séquence filme en caméra cachée une tentative de corruption des gardiens du parc par un agent de Soco international.
Le 13 mars 2015, la BBC rapporte que la RDC pourrait redessiner les limites du Parc des Virunga pour permettre l'exploration pétrolière. Le 4 novembre 2015, Soco déclare ne plus avoir de parts dans la licence d'exploration à l'intérieur du Parc.

## Trafigura
Trafigura est une compagnie de courtage pétrolier impliqué dans plusieurs affaires politico-financières ou environnementales, comme l'affaire du Probo Koala survenue en septembre 2006. Dans son livre Chirac et les 40 menteurs… (Albin Michel, 2006), l'écrivain Jean Montaldo révèle que Trafigura contrôle 50 % d'une société, Quantic, basée aux Bahamas, qui serait un « éminent actionnaire » de Soco International.